# Polyptychon von Massa Fermana
Das Polyptychon von Massa Fermana ist eine Tempera- und Goldmalerei auf Holz (ca. 110 × 190 cm) von Carlo Crivelli, datiert auf 1468 und befindet sich in der Kirche Ss Lorenzo, Silvestro e Rufino in Massa Fermana. Es ist mit "KAROLVS CRIVELLVS VENETVS PINXIT HOC OPVS MCCCCLXVIII" signiert. Dies ist das erste bekannte Werk des Malers in den Marken, das auch für die Festlegung seiner Rückkehr nach Italien wichtig ist.

## Geschichte
Die lokale Überlieferung, die von Amico Ricci (1834) übernommen wurde, verweist auf den Auftrag eines Polyptychons von einem Grafen Azzolini von Fermo, Signore von Massa. Während der Erforschung der Kunstwerke, die von der italienischen Regierung nach der Vereinigung in Auftrag gegeben wurden, sahen Cavalcaselle und Crowe 1861 das Polyptychon im Pfarrhaus. Später wurde es im Gemeindesitz und dann in der Galleria Nazionale delle Marche in Urbino ausgestellt, wo es bis zum Ende des Zweiten Weltkriegs blieb, danach kehrte es in seine ursprüngliche Kirche zurück. Aufgrund des Erdbebens 2016 ist die Kirche derzeit geschlossen. Das Polyptychon von Crivelli wird derzeit in der Pinacoteca Comunale di Massa Fermana aufbewahrt.

## Beschreibung und Stil

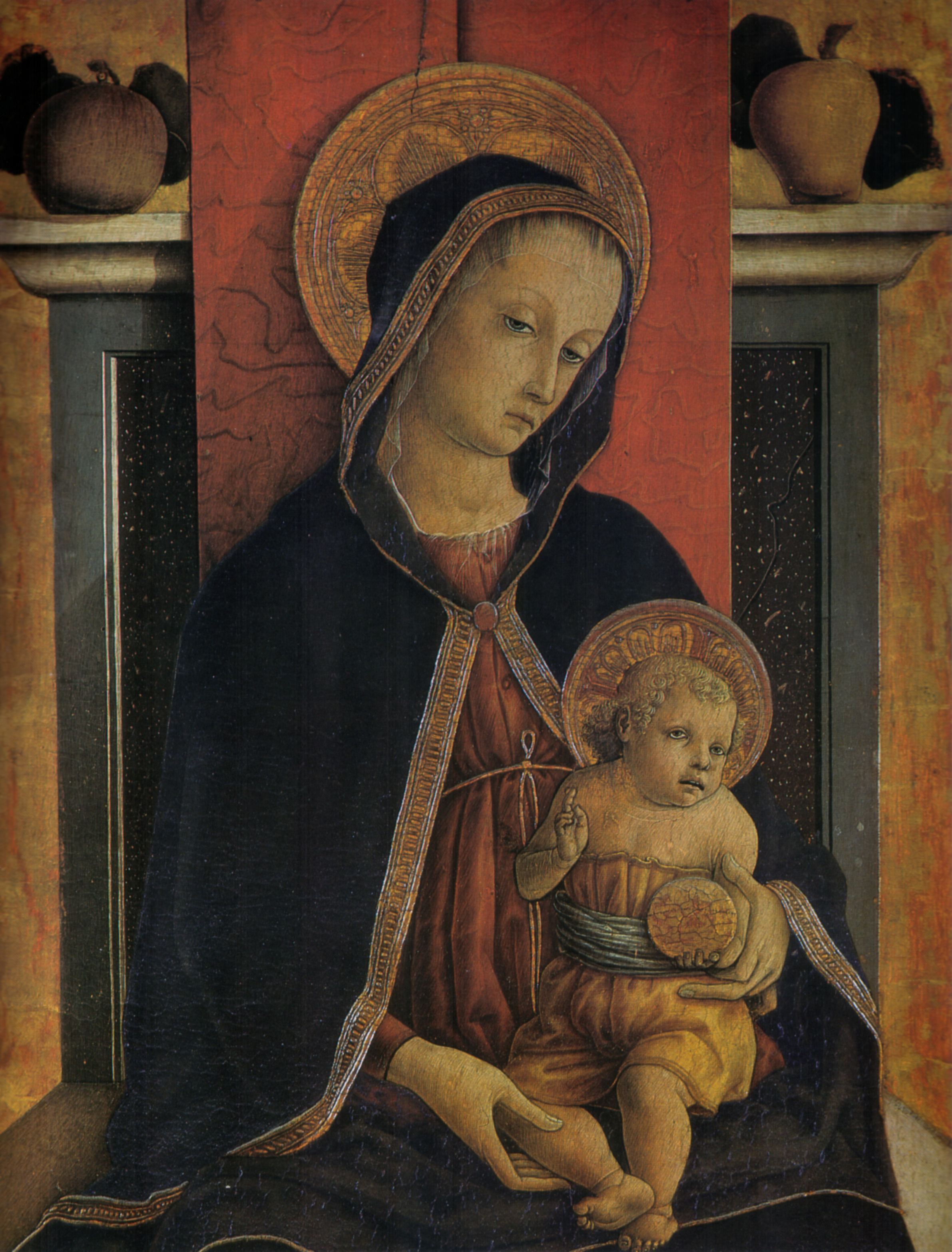
Madonna mit Kind (Detail)

Das Polyptychon besteht aus fünf Haupttafeln mit der Madonna mit Kind (105 × 44 cm) in der Mitte und den Heiligen Johannes dem Täufer, Lorenz, Sylvester und Franziskus (je 105 × 44 cm) an den Seiten. Es gibt drei Giebeln mit der Verkündigung (37 × 19), der Pieta (51 × 28) und dem Verkündigungsengel (37 × 19) und vier Felder der Predella, mit dem Gebet im Garten, der Kreuzigung, der Geißelung und der Auferstehung: Seltsamerweise geht die Kreuzigung der Geißelung in der Reihenfolge voraus.

### Madonna
Die Madonna sitzt auf einem Thron in der Mitte und hält in ihren Armen das Kind, das segnet und eine goldene Kugel als Symbol der Erdkugel hält. Der Marmorthron ruht auf einem Sockel, mit der Signatur des Künstlers und einer gelöschten Kerze. Oben wird er durch einen roten Stoff verfeinert, der die Rückenlehne bedeckt. Auf der Seite der Lehne befinden sich ein Pfirsich und eine Quitte, die aus der Tradition der "Squarcionesca" stammen und auf die Erbsünde anspielen. Die Heiligenscheine von Maria und den Heiligen sind von archaischer Art, wie goldene Scheiben, die hinter dem Kopf festgesteckt und nicht verkürzt sind und auf denen der Künstler Reliefdekorationen anbrachte.
Die Madonna erinnert an die Entwürfe von Filippo Lippi. Im Vergleich zu den Madonnen der Paduaner- oder Saragossa-Periode (Madonna Huldschinsky, Madonna della Passione), wird hier die Figur der Jungfrau mit einer neuen Zärtlichkeit versehen, die sich dann in den reifen Werken des Künstlers wiederfinden wird.

### Seitenheilige

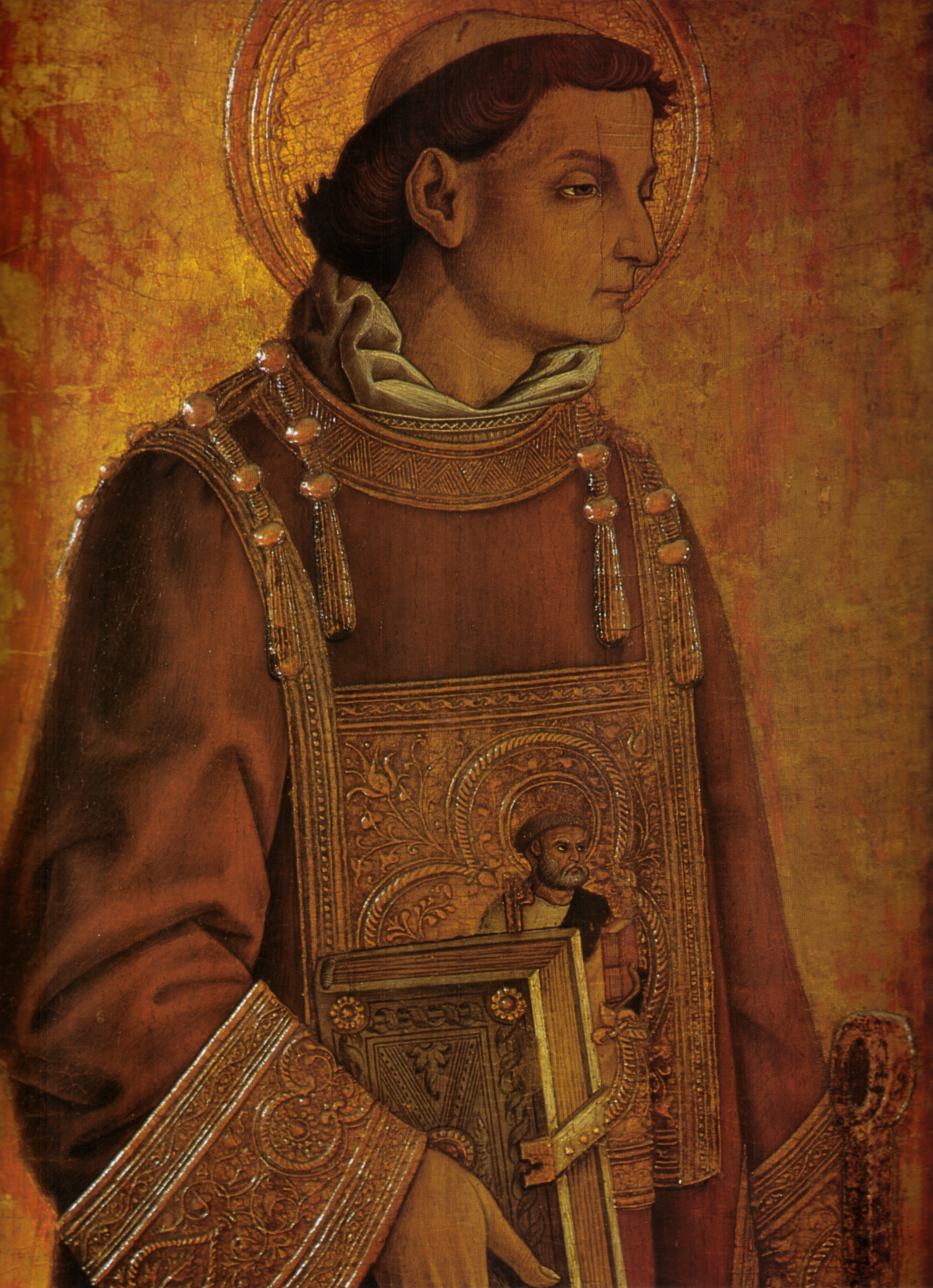
Heiliger Laurentius (Detail)

Die untere Stufe vereinheitlicht die Bereiche der Heiligen, unterscheidet sich aber in der Umgebung. Johannes der Täufer zum Beispiel wird in der Wüste auf einem zerklüfteten Felsen alla Mantegna dargestellt, der sich ebenfalls symmetrisch in der rechten Tafel befindet, wobei der heilige Franziskus die Stigmata empfängt, während die beiden anderen Heiligen auf einer Stufe aus geflecktem Marmor ruhen.
Die Heiligen, die in Pose und Haltung variieren, sind an typischen Attributen erkennbar (die Schriftrolle mit dem Agnus Dei des Johannes, das Gitter von Laurentius und das Kruzifix mit goldenen Strahlen – in Relief –, die die Wunden des Franziskus berühren), mit Ausnahme von Sylvester, der keine spezifischen Attribute außer den prächtigen päpstlichen Gewändern hat, aber immer noch mit Laurentius als Patron der Kirche erkennbar ist.

Anders als die Madonna mit ihrer trockenen und skulpturalen Beschaffenheit zeigen die Heiligen ein längeres Festhalten an der Paduaner Renaissance.

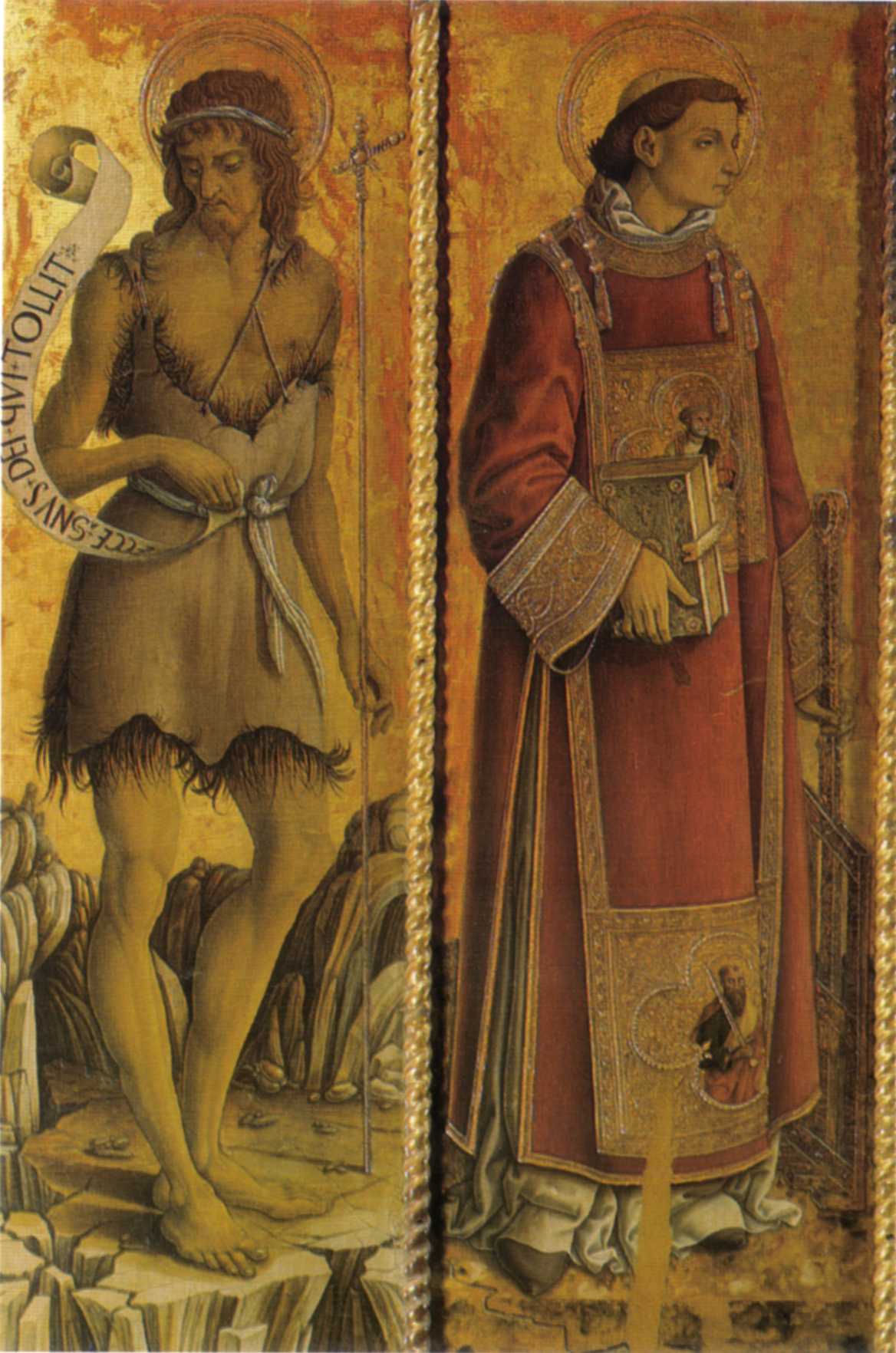
Johannes der Täufer und Laurentius
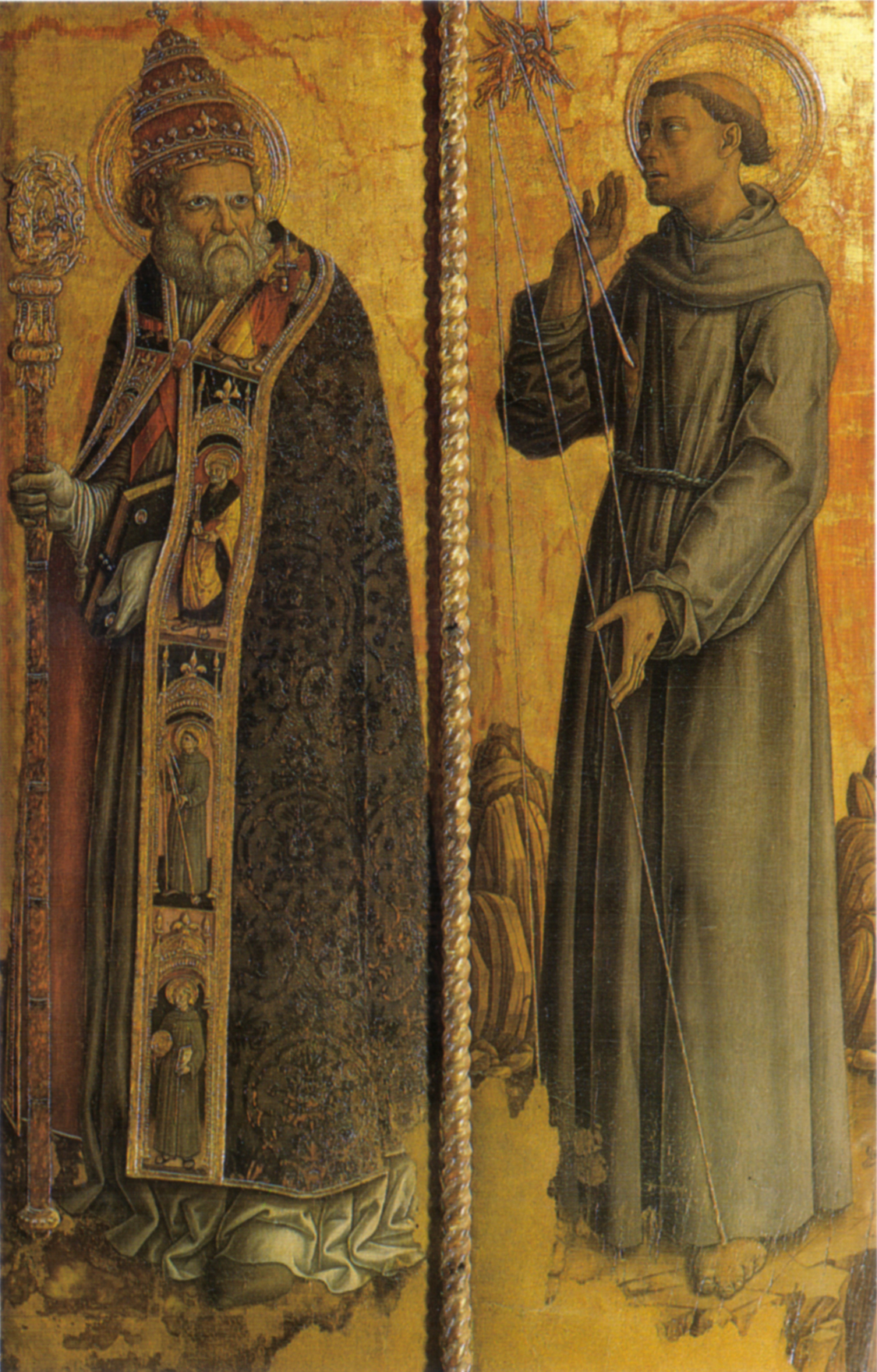
Hlg. Sylvester und Hlg. Franziskus
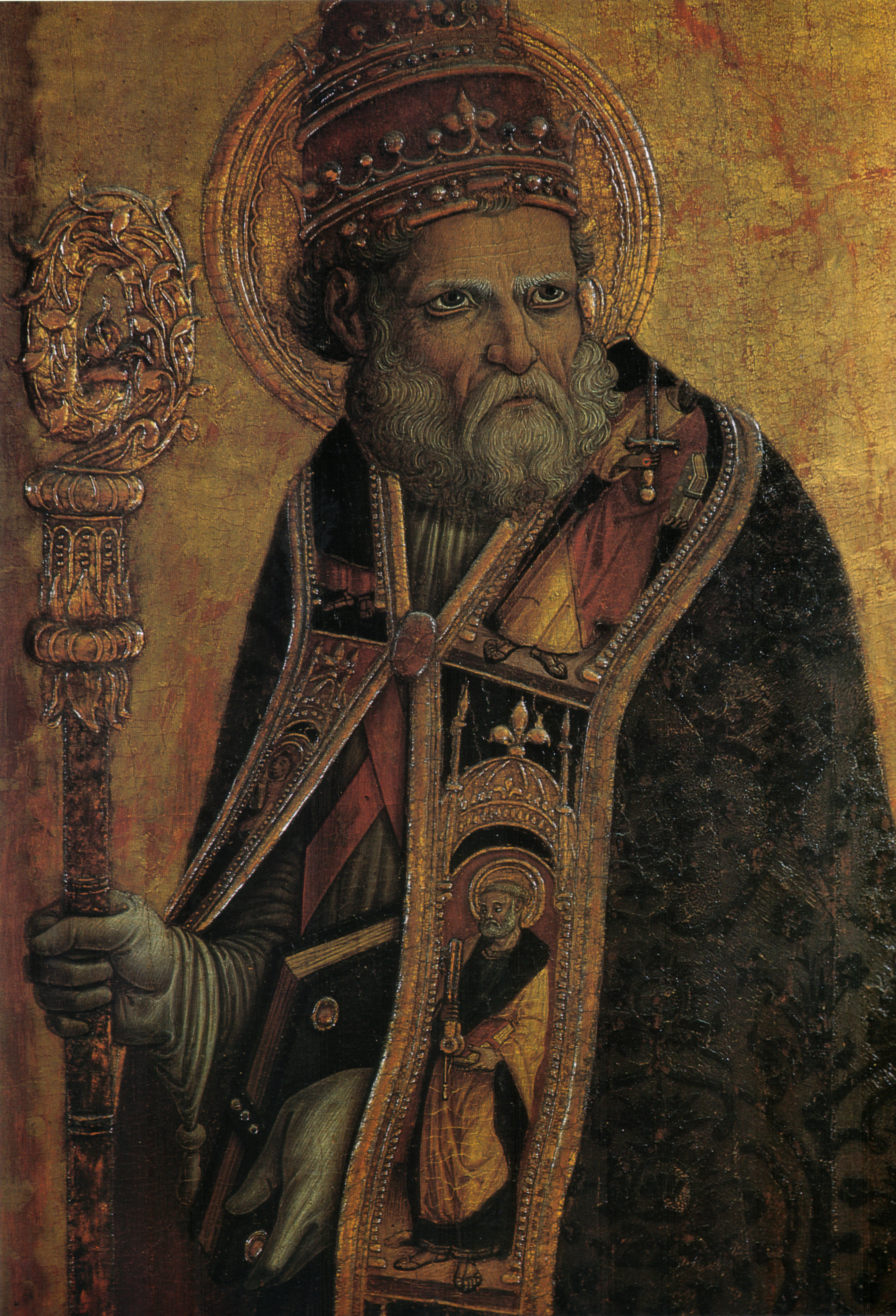
Hlg. Sylvester (Detail)

### Giebel

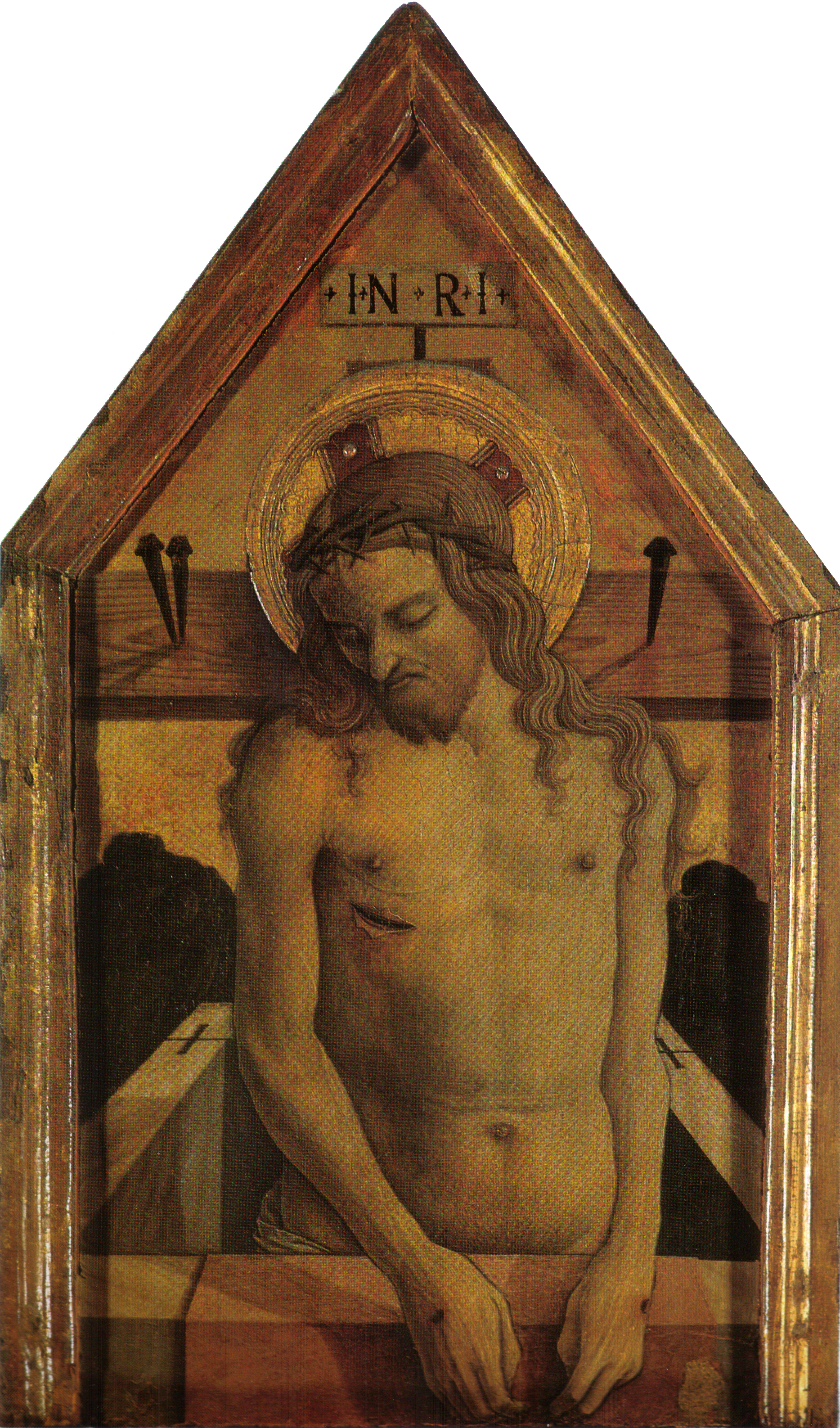
Die Pieta

Der ursprüngliche Holzrahmen, der die Giebel eleganter integrieren sollte, ging verloren.
Diese drei Szenen sind auch räumlich verbunden, jedoch nur die Seitenwände der Verkündigung haben mit einer Zinnenwand den gleichen Hintergrund. Rechts gleitet der Engel sanft mit den Flügeln und den flatternden Cordeln des Gewandes im Relief. Links sitzt Maria vor einem Pult, bekommt Besuch von der Taube des Heiligen Geistes und nimmt ihr Schicksal an, indem sie demütig ihre Hände faltet, während links eine zarte Verkürzung ihres Schlafzimmers zu sehen ist, unberührt wie es sich für eine Jungfrau gehört. Diese beiden kleinen Szenen stellen eine echte perspektivische Übung dar, wobei das Raster in den Blöcken des Bodens und im Verlauf der Fugen zwischen den aufeinander gestapelten Wänden dargestellt wird. Das Gebetspult der Jungfrau selbst wird gewaltsam verkürzt. Der Typus der Madonna wird von Bartolomeo Vivarini beeinflusst, der dem Künstler bereits in Venedig bekannt war und in diesen Jahren auch in den Marken tätig war.
Die Pieta steht in einer kahlen Felslandschaft. Der Leib Christi erhebt sich dort gleichzeitig heldenhaft, in seiner starken plastischen Körperlichkeit, und schmerzhaft wegen der Leiden des Martyriums, an die nicht nur die Gesichtszüge, sondern auch das Kreuz erinnert, das hinter ihm mit den drei im Holz gesteckten Nägeln gezeigt wird. Schön ist die perspektivische Verkürzung des Sarkophags und die Aufmerksamkeit auf das Licht, wie der Schatten zeigt, den Jesus am linken Rand oder an den Nägeln wirft.

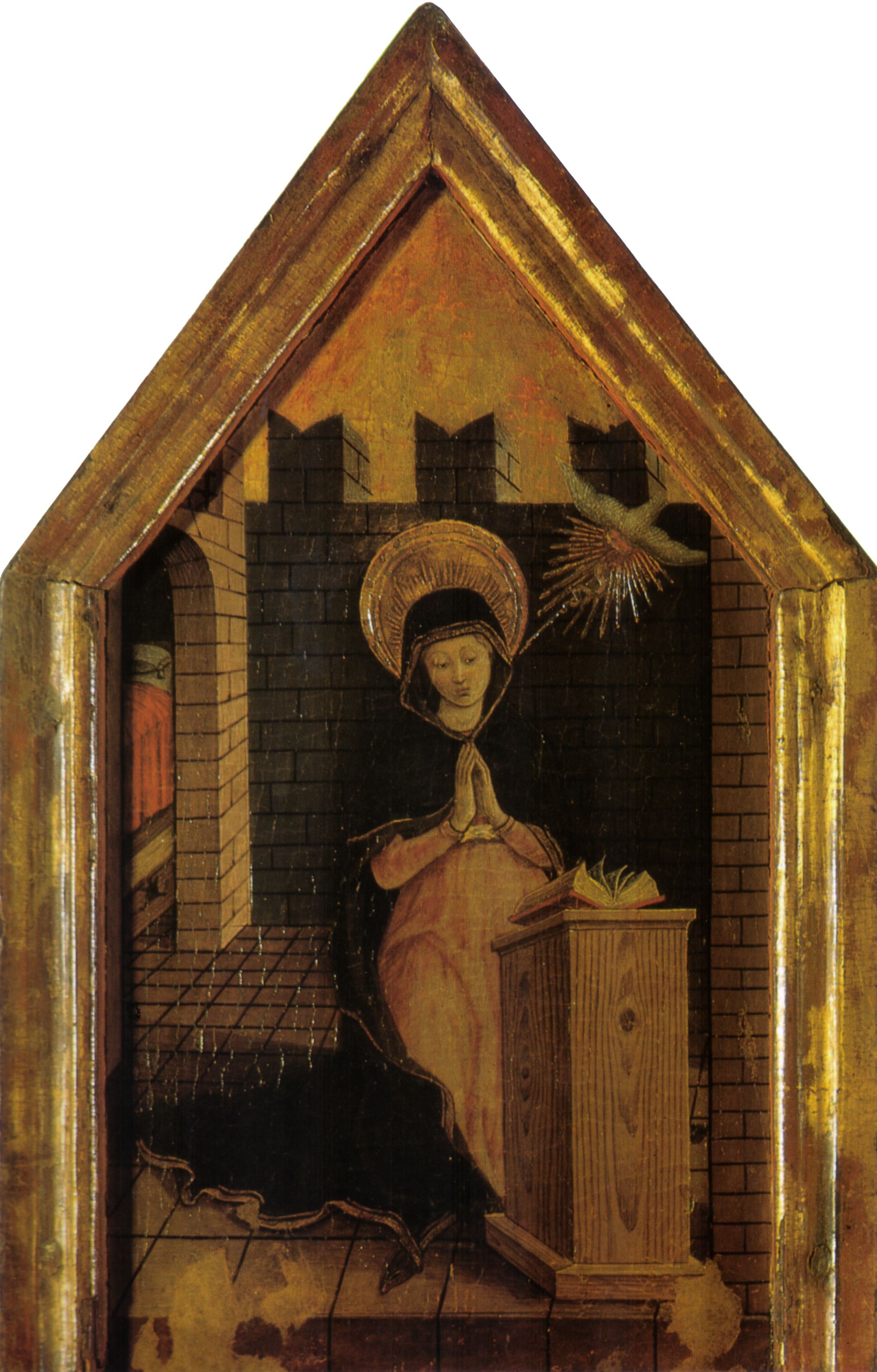
Verkündigung
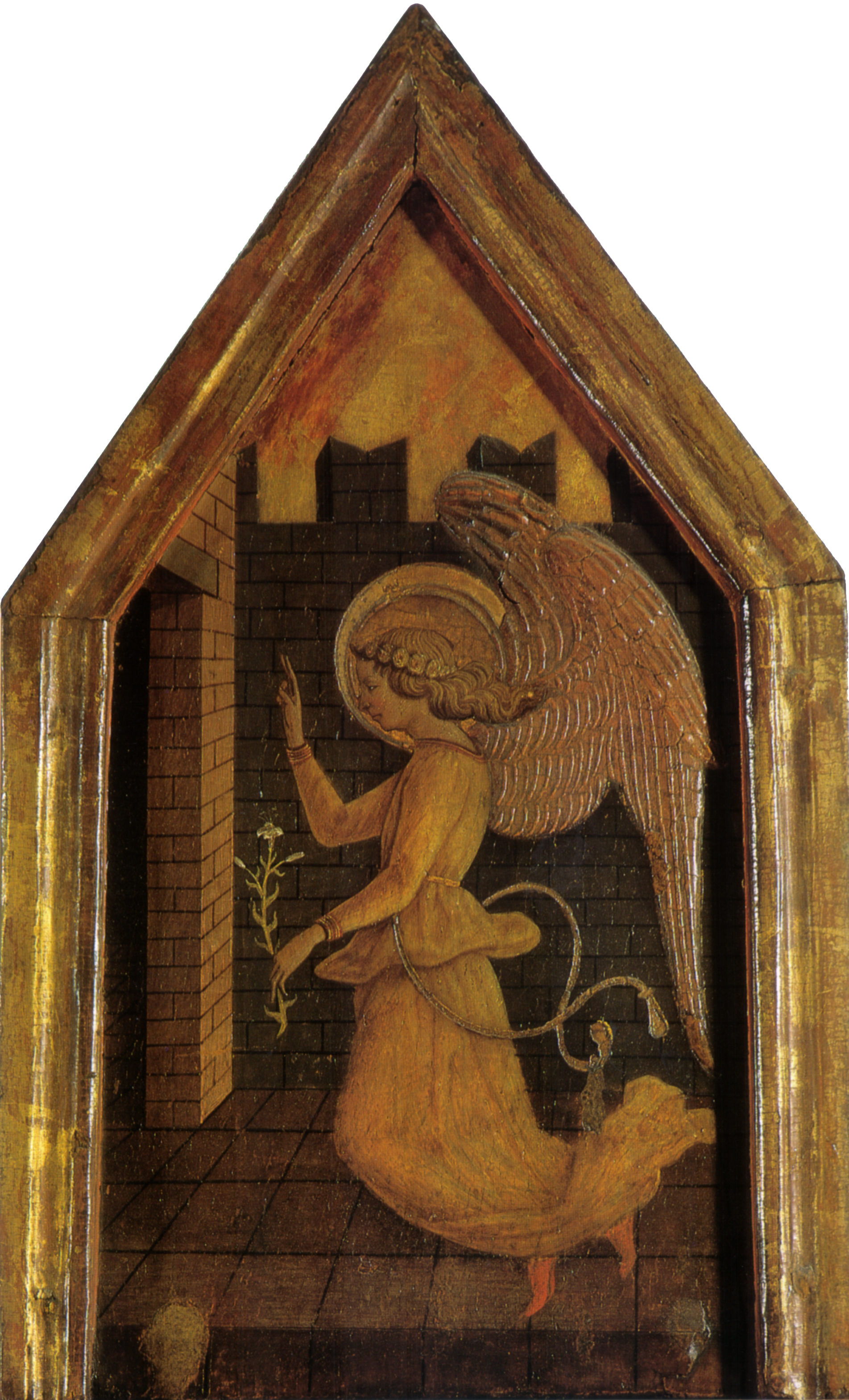
Verkündigungsengel

### Predella

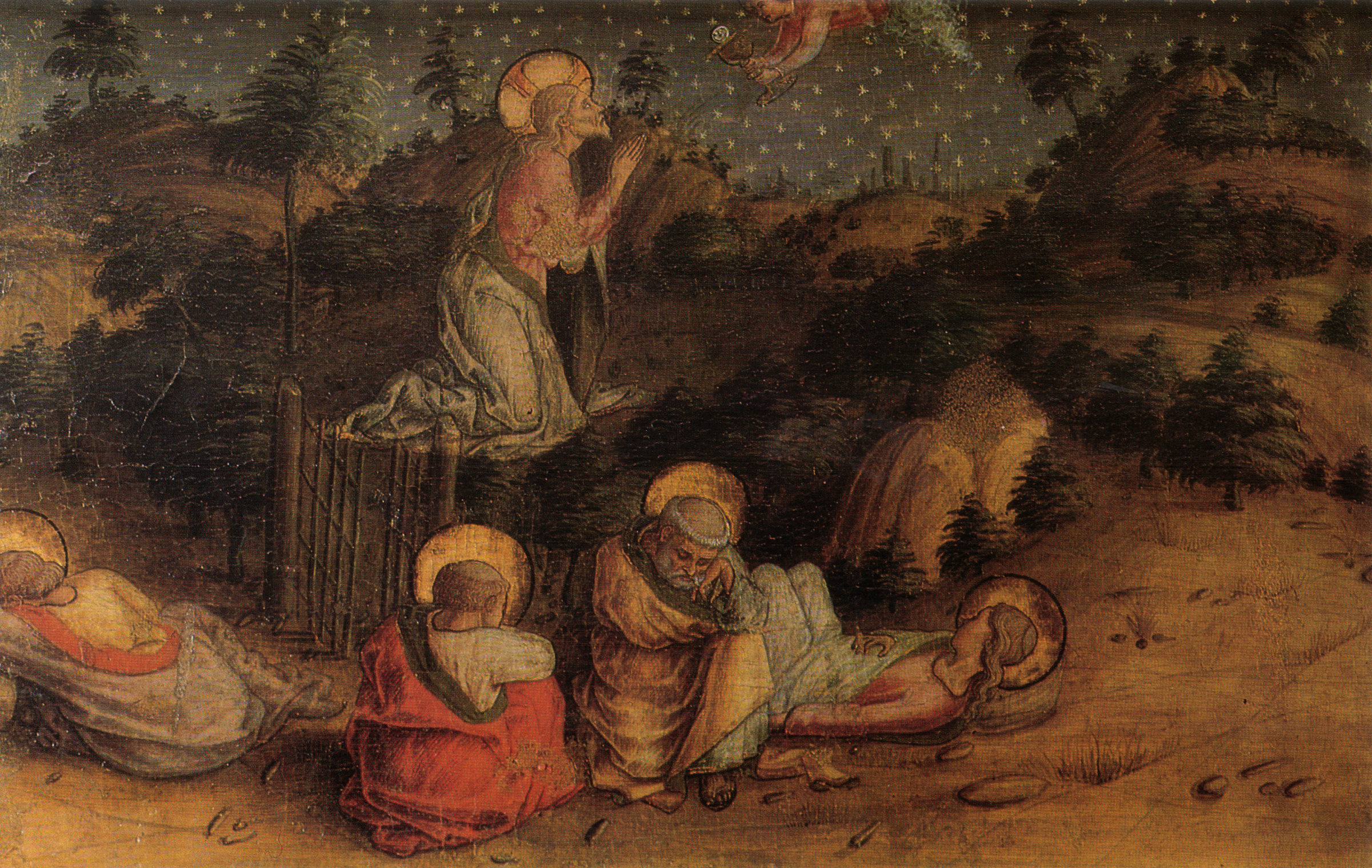
Gebet im Garten

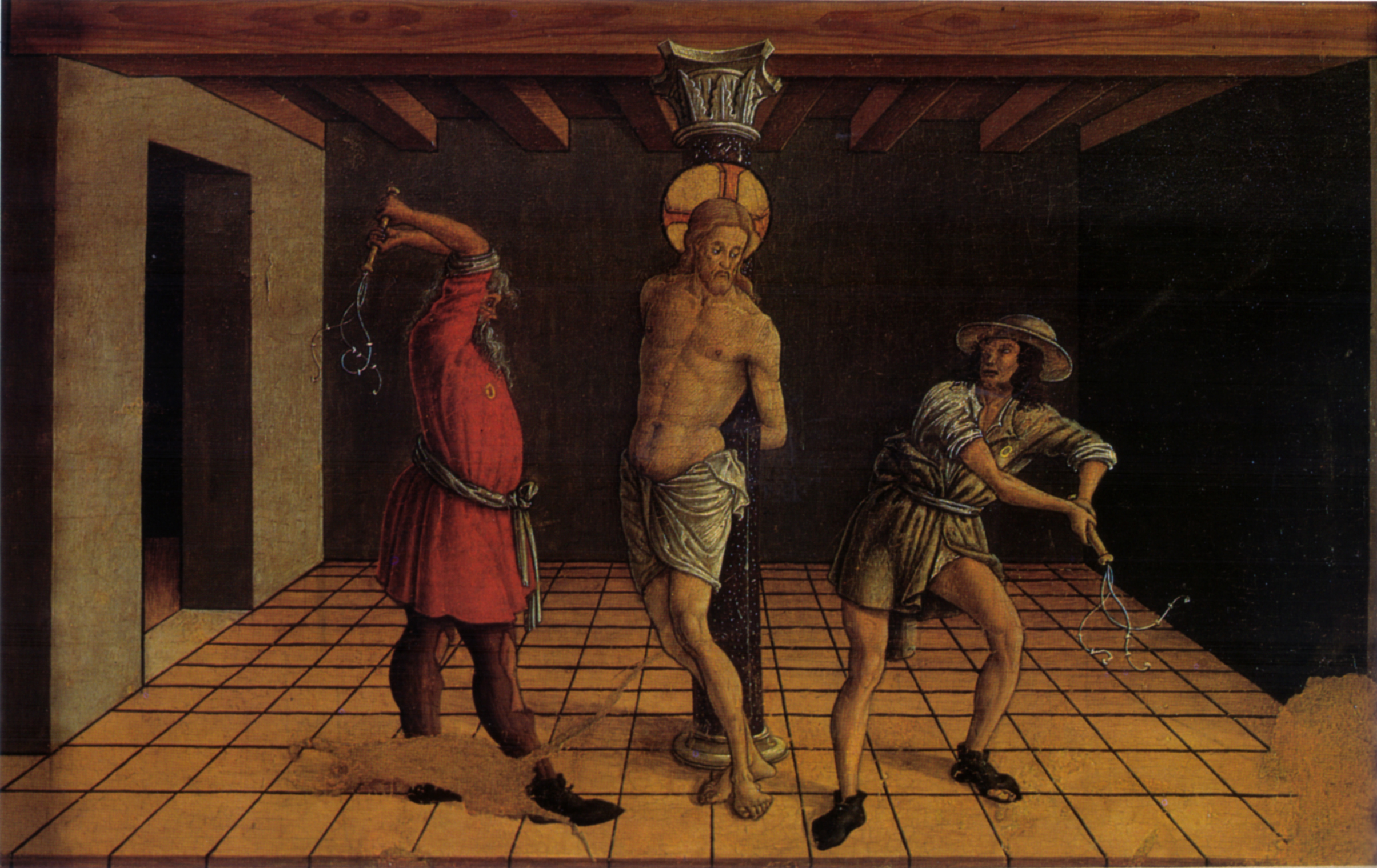
Geißelung

Unten in der Predella sind Erzählszenen zu sehen, die in der Produktion des Künstlers selten sind. Offensichtlich ist die Inspiration von Mantegnas San-Zeno-Altar für die Szenen (ohne die Geißelung), die versuchen noch mehr das Drama der Ereignisse wiederzugeben, wie man an der Kreuzigung sehen kann, wo die ältere Maria mit einem vom Schmerz gezeichneten Gesichtsausdruck gezeigt wird. Der in der Auferstehung im Vordergrund liegende Soldat bezieht sich Ausdrücklich auf den Transports des Heiligen Christophorus, das in der Ovetari-Kapelle in Padua gemalt ist. Die Geißelung hingegen bezieht sich auf die perspektivischen Lösungen von Paolo Uccello, der in jenem Jahr in Urbino arbeitete, insbesondere in den Szenen der Predella der entweihten Hostie.
Aus der Untersuchung der beiden im Polyptychon dargestellten Sarkophage geht hervor, dass jener in der Pietà grau ist und keine Blutspuren wie jener in der Auferstehung aufweist. Diese Behandlung wurde als Unterstützung der theologischen Thesen erklärt, die in den gleichen Jahren von den Franziskanern des Ortskonvents von Massa Fermana und vom Auftraggeber, vom Franziskaner Giacomo della Marca, gegen die dominikanische Meinung ausgefochten wurden, wonach das Blut Christi während der Passion seine Göttlichkeit verloren hat, um es in der Auferstehung zurückzugewinnen.

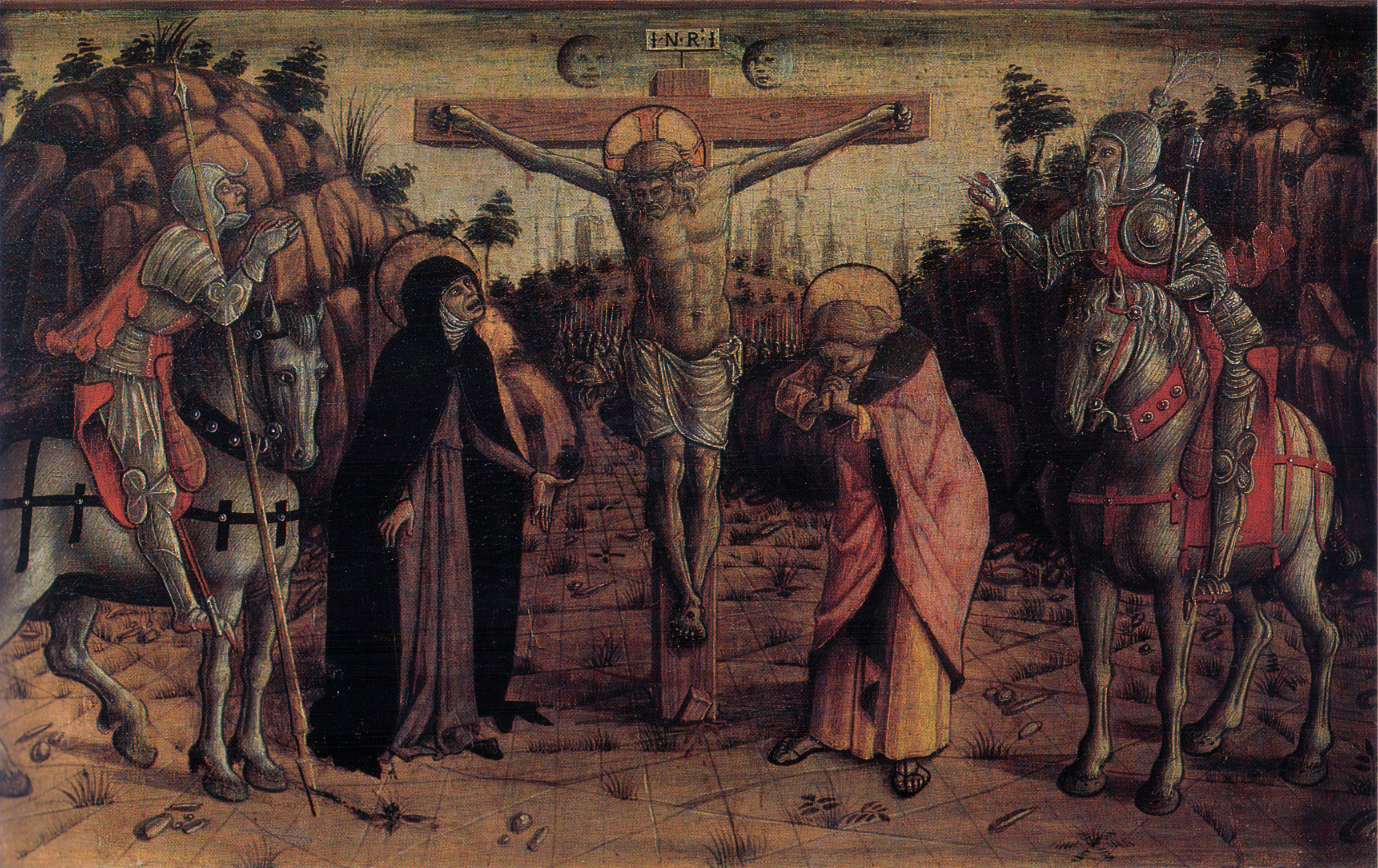
Kreuzigung
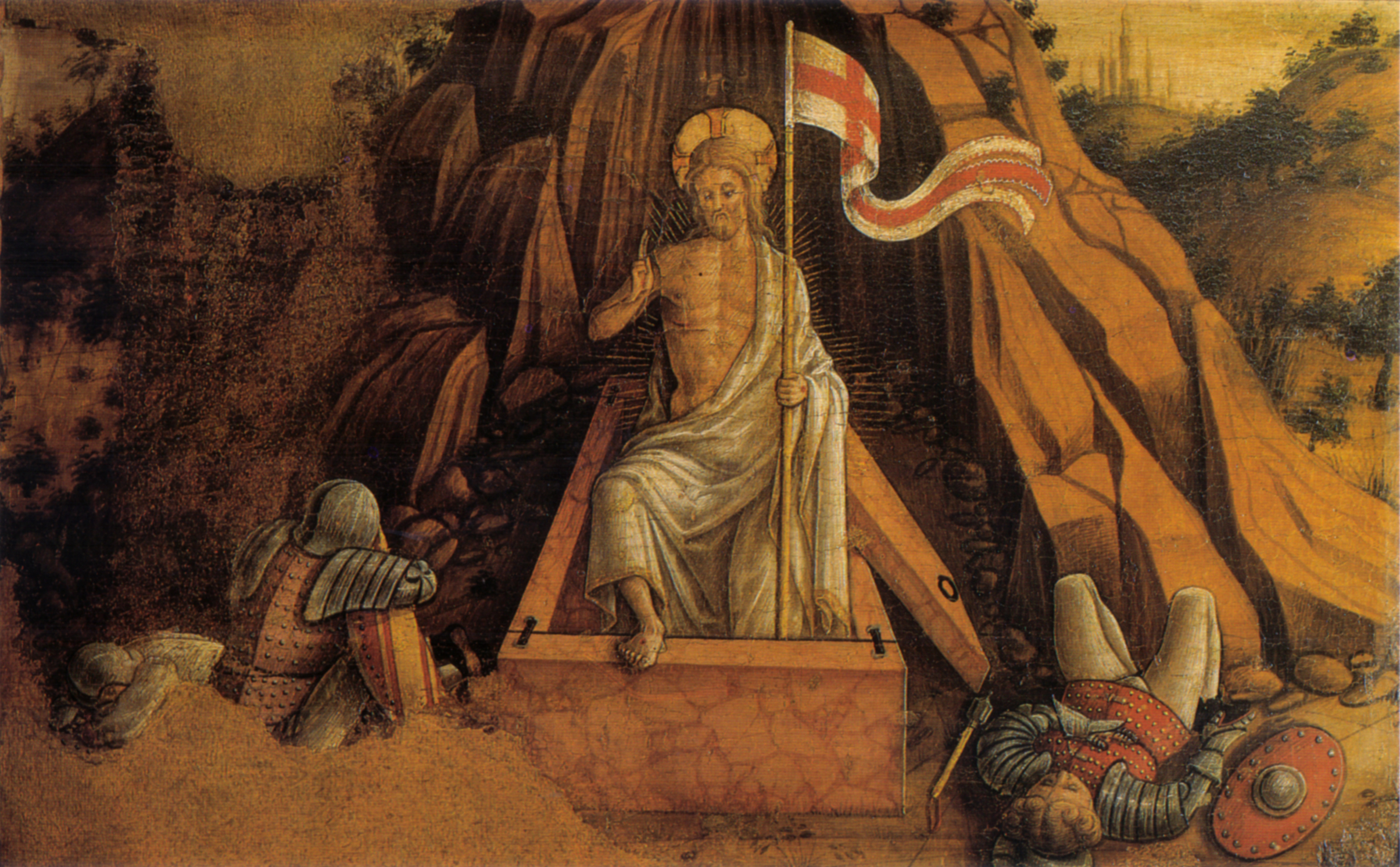
Auferstehung